# The Simpsons (sæson 4)
Den fjerde sæson af tv-serien The Simpsons blev første gang sendt i 1992 og 1993.

## Afsnit

### Kamp Krusty
Hver sommer kommer mange børn fra Springfield og omegn til deres yndlings Kamp Krusty. Men tingene er ikke helt, som de ser ud til at være. Området er fuldkommen faldefærdigt, bestyret af byens bøller og Krusty the Klown ser man ikke skyggen af.

### A Streetcar Named Marge
Marge Simpson har valgt at være med i et flot musical.

### Homer the Heretic
Homer beslutter sig for ikke at tage i kirke om søndagen, og Marge bliver bekymret for sin mand, da hun tror han har mistet troen på Gud.

### Lisa the Beauty Queen
Lisa Simpson synes at hun selv er grim, så Homer Simpson melder hende til en skønhedskonkurrence med hjælp fra Bart

### Treehouse of Horror III
Det er halloween i Springfield, og børnene i byen er inviteret til halloweenfest hos familien Simpson. Mens de u-hygger sig fortæller de gyserhistorier for hinanden.

### Itchy & Scratchy: The Movie
Bart Simpson laver for meget ballade, og Homer Simpson straffer ham ved at han ikke må komme ind og se den nye Itchy og Scratchy-film.

### Marge Gets a Job
Marge får et job inde ved Springfield Nuclear Power Plant og Mr. Burns bliver forelsket i hende. I mellemtiden ser vi på en måde historien om Peter og Ulven, med Bart Simpson, Edna Krabappel, Abraham Simpson, Groundskeeper Willie og en ulv i hovedrollerne. Biperson er Krusty the Klown.

### New Kid on the Block
Bart Simpson bliver forelsket i hans nye nabo Laura, som er teenager. Men han finder ud af at hun er kæreste med bøllen Jimbo Jones. I mellemtiden ser vi historien om Homer Simpson der kommer i retten, pga. at han har spist for meget på en "Alt hvad du kan spise" restaurant.

### Mr. Plow
Tekst mangler, hjælp os med at skrive teksten

### Homer's Triple Bypass
Homer Simpson skal have en by-pass/hjerteoperation, pga. at han har spist for meget mad.

### I Love Lisa
Det er Valentine, og alle i klassen får mange kort. Undtagen Ralph, der ikke får nogen. Lisa får ondt af ham og skriver et brev til ham. Ralph begynder at gå meget mere op i hende, og da Ralph pludselig tror de er kærester, går det galt.

### Duffless
Homer må ikke drikke Duff i en måned, mon han holder?

### Whacking Day
Det er blevet tid til store slangedag hvor borgerene i Springfield jager og dræber slangerne i byen. Lisa er dog skeptisk og overbeviser byens borgere om det er meget forkert.